# 埃利梅尔
埃利梅尔（法語：Hellimer，法語發音：[elimɛʁ]；洛林法兰克语：Hellmer）是法国摩泽尔省的一个市镇，属于福尔巴克-布莱摩泽尔区。

## 地理
埃利梅尔（48°59'51"N, 6°49'48"E）面积10.42 平方千米，位于法国大東部大區摩泽尔省，该省份为法国东北部内陆省份，是洛林的一部分，西南接默尔特-摩泽尔省，东临下莱茵省，北与卢森堡和德国接壤。
与埃利梅尔接壤的市镇（或旧市镇、城区）包括：阿尔特里普、迪方巴克莱埃利梅、弗朗卡尔特罗夫、弗雷梅斯特罗夫、弗雷布斯、格雷南、莱南、莱维莱尔、小唐坎。
埃利梅尔的时区为UTC+01:00、UTC+02:00（夏令时）。

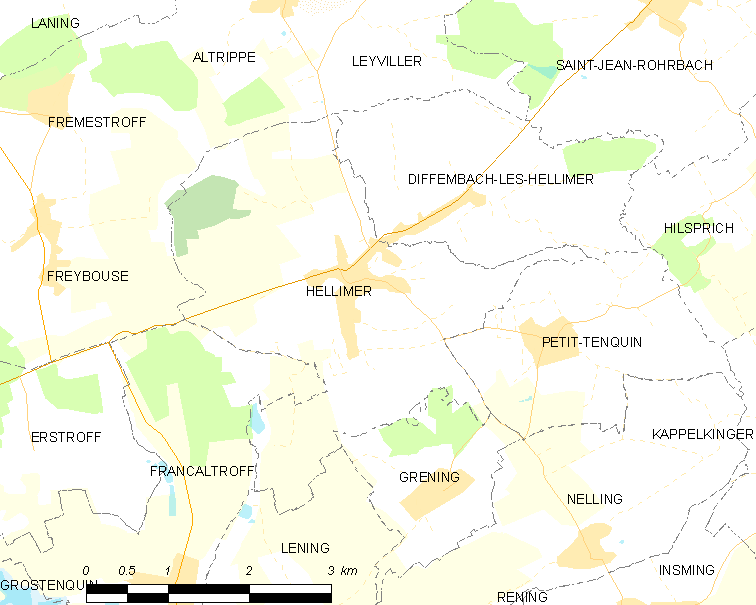
埃利梅尔的OSM定位图

## 行政
埃利梅尔的邮政编码为57660，INSEE市镇编码为57311。

## 政治
埃利梅尔所属的省级选区为萨拉尔布县。

## 人口

1962-2008年间埃利梅尔人口变化图示

埃利梅尔于2022年1月1日时的人口数量为517人。